# Серабит-эль-Хадим
Серабит-эль-Хадим (араб. سرابيط الخادم‎ — saraːˈbiːtˤ alˈχaːdɪm) — местность на юго-западе Синайского полуострова, Египет. В древности здесь велась обширная добыча бирюзы, главным образом древними египтянами. При археологических раскопках, начатых сэром Флиндерсом Питри, были обнаружены древние рудники и функционировавший на протяжении многих лет храм богини Хатхор.
Здесь же были найдены надписи протосинайской письменностью, возможно, представляющую собой древнейшее алфавитное письмо.

## Спорные гипотезы
В своей книге «История Синая» Лина Экенштейн предположила, что Серабит-эль-Хадим был тем историческим местом горы Синай, где Моисей получил 10 заповедей. В частности, данная теория подтверждается в немалой степени тем, что в этом месте сейчас находится храм богини Хатхор, который, как полагают, мог быть построен евреями для поклонения золотому тельцу, в то время как Моисей был на вершине горы.

## Галерея

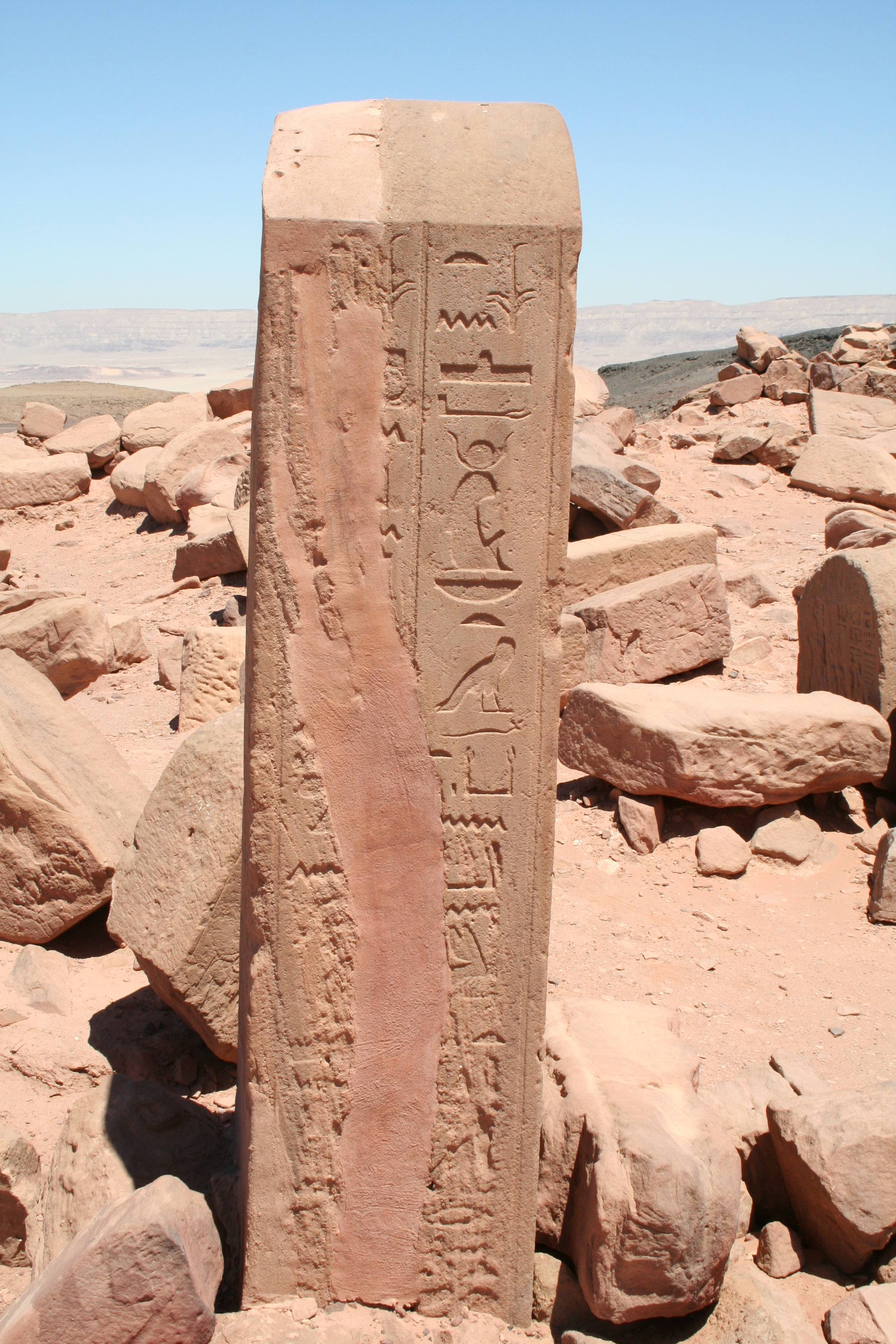
Остатки храма Хатхор, Сарабит-эль-Хадим.
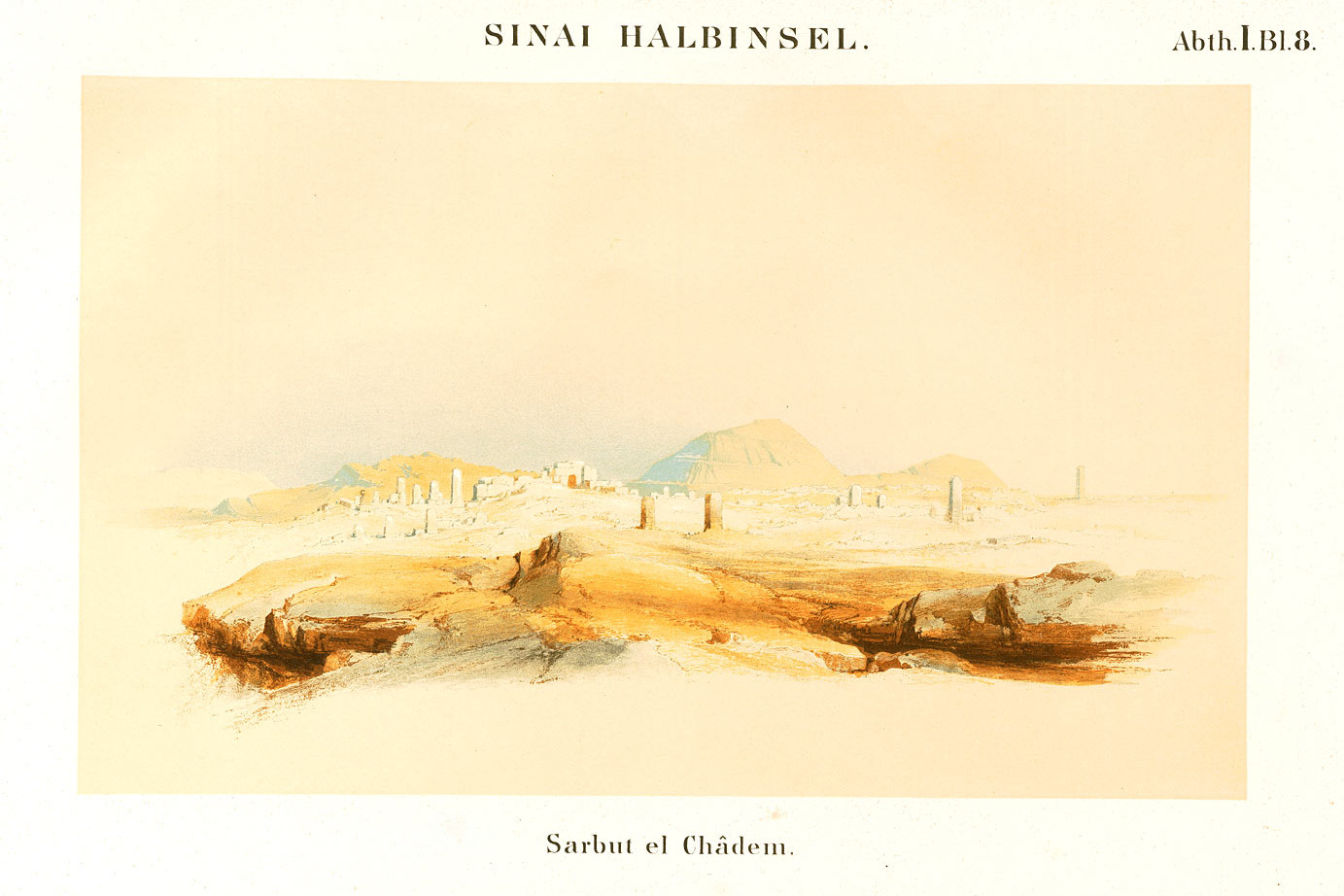
Иллюстрация, подготовленная прусской экспедицией в XIX веке.
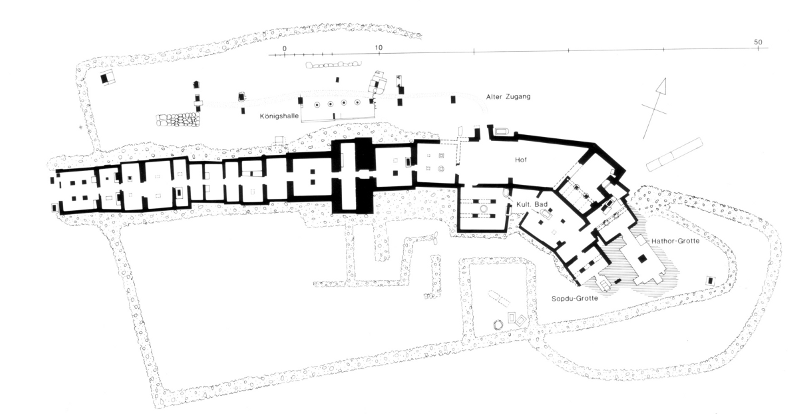
Планировка храма Хатхор в Сарабит-эль-Хадиме.